# 1249
- Wikisource

| Calendário gregoriano                                                        | 1249 MCCXLIX                                         |
| Ab urbe condita                                                              | 2002                                                 |
| Calendário arménio                                                           | 698 – 699                                            |
| Calendário bahá'í                                                            | -595 – -594                                          |
| Calendário budista                                                           | 1793                                                 |
| Calendário chinês                                                            | 3945 – 3946 Início a 16 de janeiro (aproximadamente) |
| Calendário copta                                                             | 965 – 966                                            |
| Calendário etíope                                                            | 1241 – 1242                                          |
| Calendários hindus - Vikram Samvat - Calendário nacional indiano - Cáli Iuga | 1304 – 1305 1170 – 1171 4349 – 4350                  |
| Calendário Holoceno                                                          | 11249                                                |
| Calendário islâmico                                                          | 647 – 648                                            |
| Calendário judaico                                                           | 5009 – 5010                                          |
| Calendário persa                                                             | 627 – 628                                            |
| Calendário rúnico                                                            | 1499                                                 |
| Calendário solar tailandês                                                   | 1792                                                 |

1249 (MCCXLIX, na numeração romana) foi um ano comum do século XIII do Calendário Juliano, da Era de Cristo, a sua letra dominical foi C (52 semanas), teve início a uma sexta-feira e terminou também a uma sexta-feira.
| Ano completo                       |
| ---------------------------------- |
| Ano comum com início à sexta-feira |

## Eventos
- D. Afonso III toma Faro, Albufeira, Porches e Silves, marcando o fim da reconquista portuguesa.
- A cidade de Stralsund na Alemanha foi destruída por um incêndio a mando de Lübeck.

## Nascimentos
- Jacques d'Euse, futuro Papa João XXII.

## Mortes
- Alexandre II da Escócia, rei da Escócia.